# 孙和平 (地学家)
孙和平（1955年8月—），中国地球物理学、大地测量学家，中国科学院测量与地球物理研究所研究员。2019年当选为中国科学院院士。

## 生平
1980年毕业于中国科学技术大学地球和空间科学学院。1996年毕业于比利时法语天主教鲁汶大学，获博士学位。